# Полищук, Татьяна Семёновна
Татьяна Семеновна Полищук (в девичестве — Вовчек) (20 апреля 1924, Деребчин, Подольская губерния — 7 февраля 2005, Деребчин, Винницкая область) — Герой Социалистического Труда.

## Биографические сведения
Родилась 20 апреля 1924 года в селе Деребчин (ныне — Шаргородский район Винницкой области. Сначала работала в колхозе, потом в совхозном отделении им. Дзержинского. Избрана звеньевой по выращиванию сахарной свеклы и пшеницы.
В 1947 году, который выдался засушливым, звено Т. С. Вовчек вырастила на каждом гектаре по 304 ц сахарной свеклы и по 35,31 ц озимой пшеницы с площади 9 га.
Указом Президиума Верховного Совета СССР от 24.02.1948 года Татьяну Семеновну Вовчек наградили орденом Ленина с вручением Золотой Звезды Героя Социалистического Труда.
Вместе с мужем Михаилом Полищуком Гавриловичем воспитали двух сыновей — Олега и Владимира.
Умерла 7 февраля 2005 года и похоронена в Деребчине.